# Klasztor Neuzelle

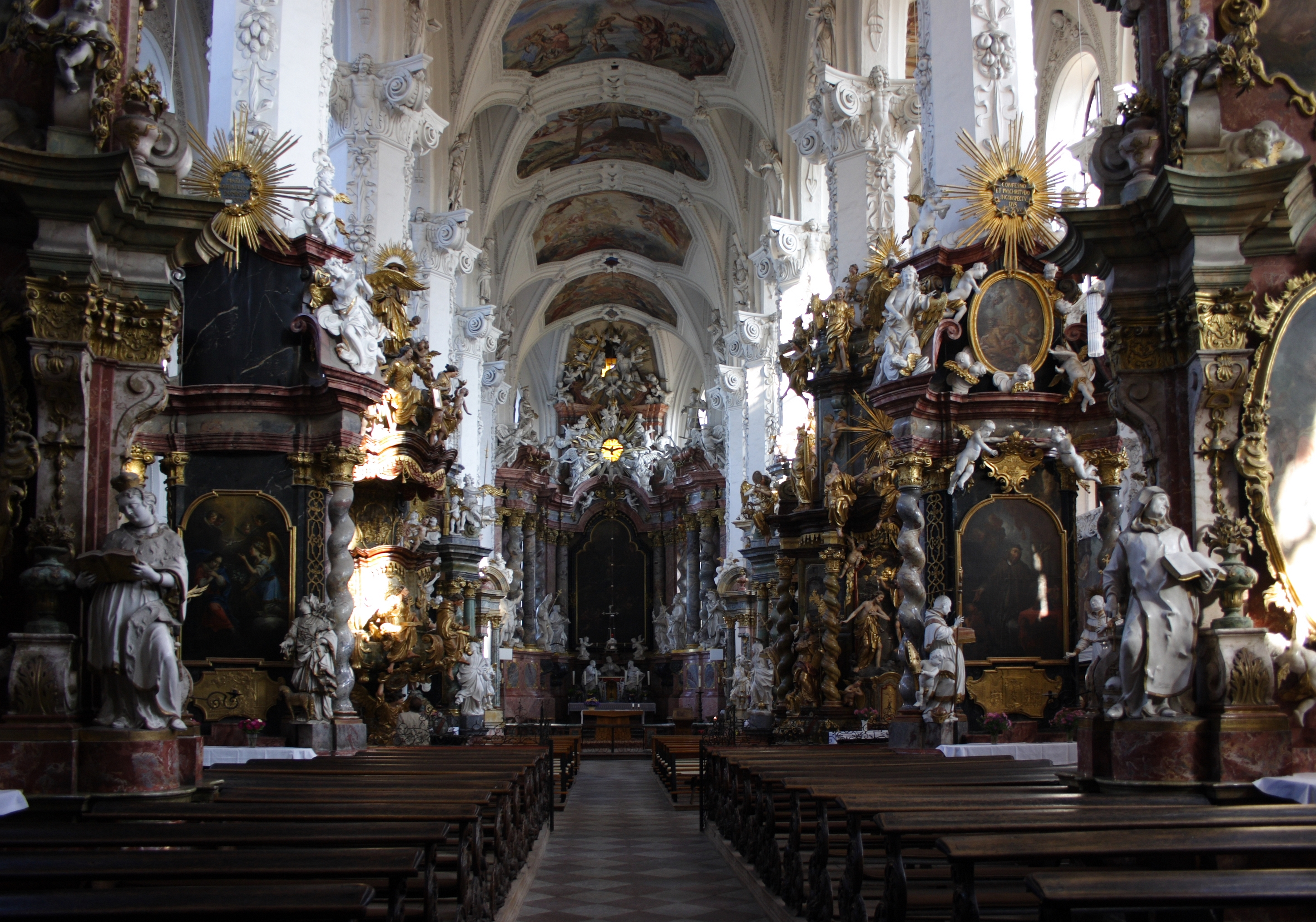
Wnętrze kościoła klasztonego

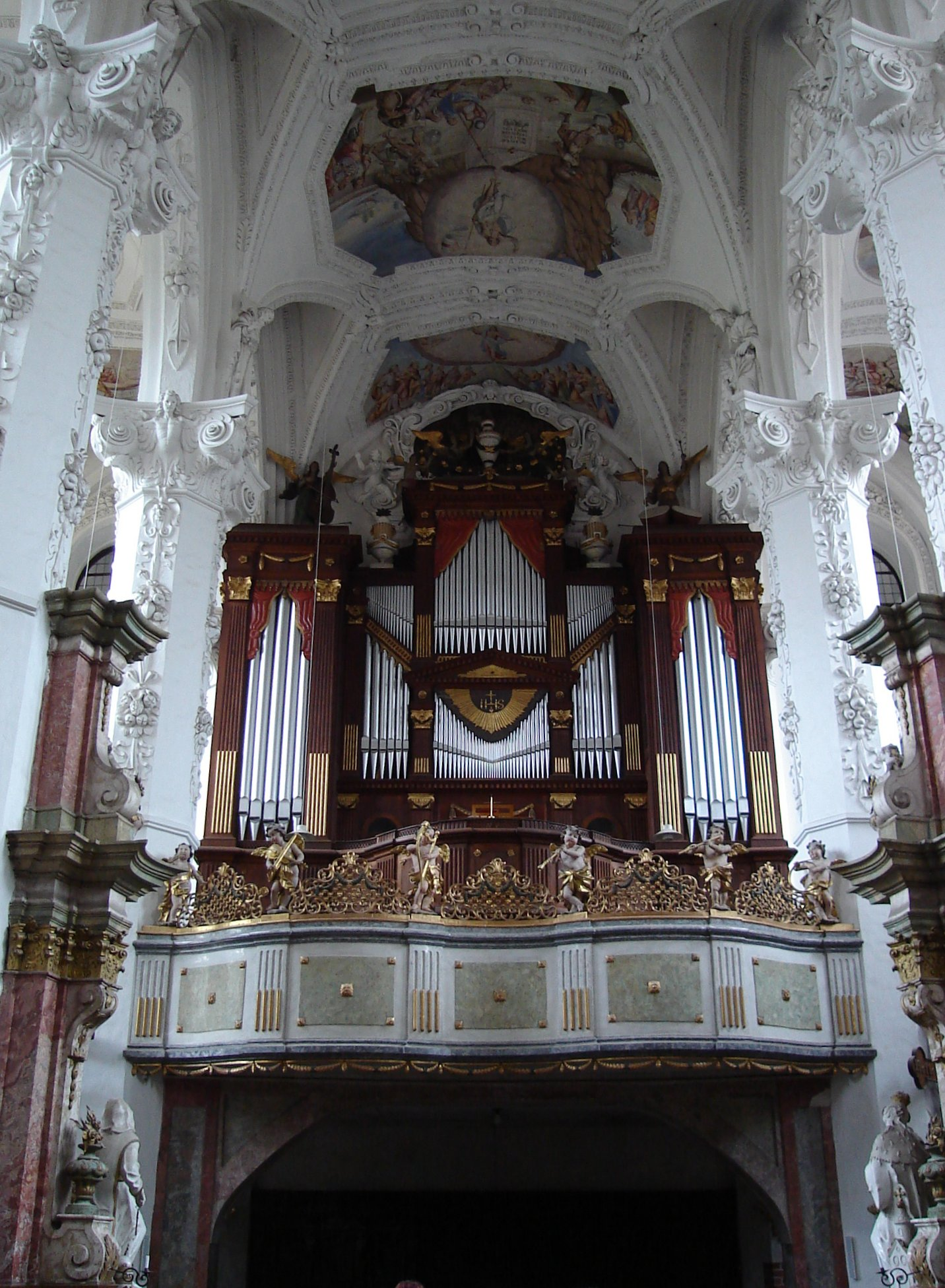
Organy z XVIII w.

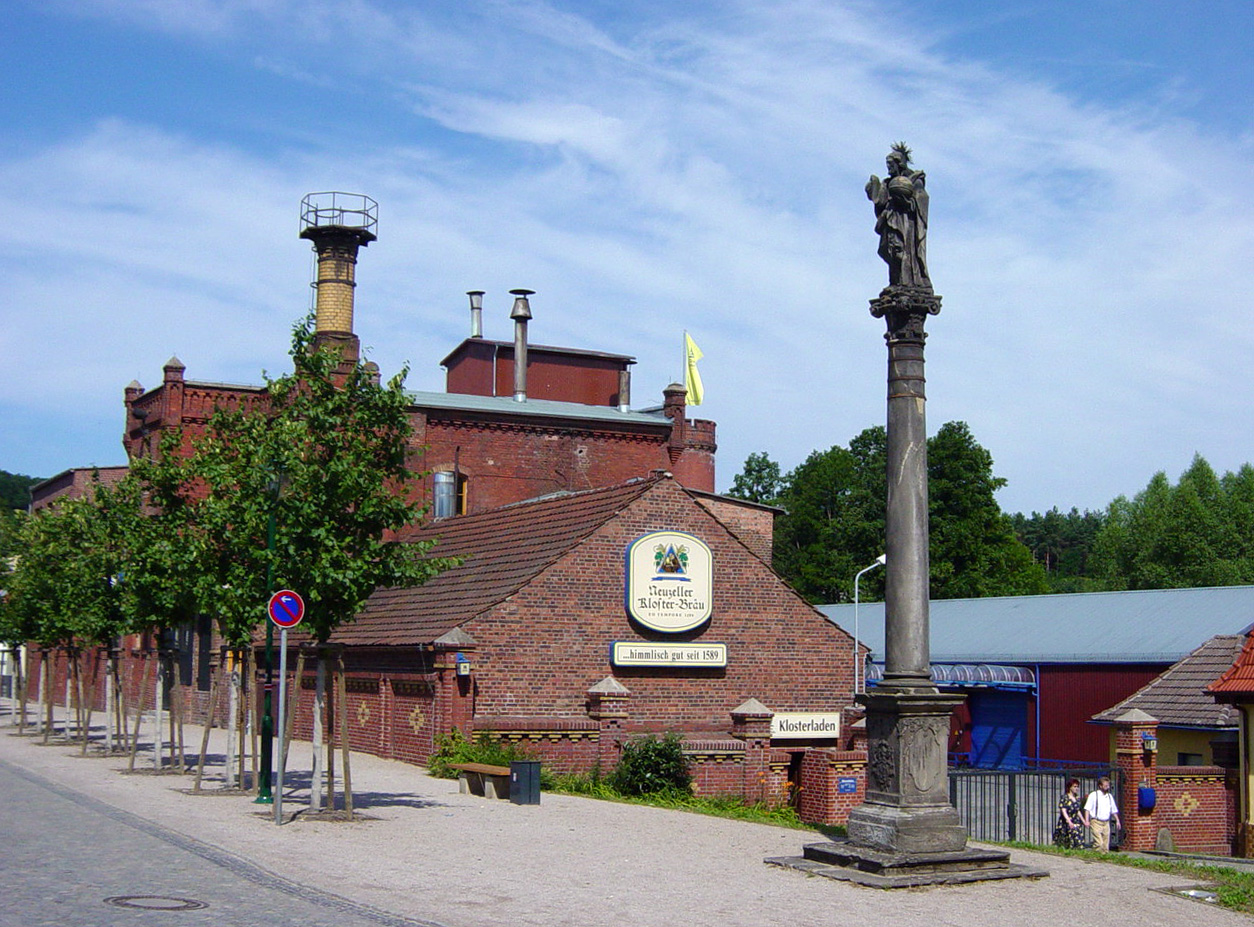
Budynek browaru

Klasztor Neuzelle (niem. Kloster Neuzelle, łac. Nova Cella, dolnołuż. kloštaŕ Nowa Cala) – opactwo Cystersów znajdujące się w miejscowości Neuzelle w Niemczech na terenie Łużyc Dolnych, na południe od Frankfurtu nad Odrą w pobliżu granicy z Polską. Zespół klasztorny w obecnej postaci składa się z kościoła, zabudowań klasztornych, a także browaru, oranżerii, podziemnego Teatru Niebiańskiego - ekspozycji 15 obrazów Męki Pańskiej z ok. 1750 z Grobu Pańskiego w Neuzell; oraz XVIII-wiecznego ogrodu klasztornego o powierzchni 5 ha, odrestaurowanego w 2022 i będącego jedynym ogrodem barokowym w Brandenburgii.
Kościół wraz z bogatym wystrojem wnętrza uchodzi za cenny przykład sztuki barokowej na terenie kraju związkowego Brandenburgia.

## Historia
Klasztor został założony 12 października 1268 przez margrabiego Miśni Henryka III jako świadectwo pamięci o jego zmarłej żonie Agnieszce. Zakonników sprowadzono z klasztoru Altzella w Saksonii, stąd nazwa. Kompleks klasztorny wzniesiono z cegły pomiędzy 1300–1330. Kościół klasztorny pw. Wniebowzięcia Najświętszej Marii Panny powstał w formie trójnawowej hali w stylu wczesnogotyckim. W dobie średniowiecza mnisi z Neuzelle mieli duże majątki ziemskie. W samych Łużycach Dolnych do klasztoru Neuzelle należało ponad 30 wsi, oprócz tego mieli majątki na terenie sąsiedniej Marchii Brandenburskiej. Ponadto do Cystersów z Neuzelle należało dawne miasto Fürstenberg (obecnie Eisenhüttenstadt). W dobie reformacji klasztor zachował swoją katolicką tożsamość, pomimo że mieszkańcy okolicznych terenów przyjęli nauki Lutra. Należące do Habsburgów Łużyce Dolne po pokoju praskim w 1635 r. zostały przejęte przez protestanckich Wettynów, ale mnisi z Neuzelle otrzymali gwarancję nienaruszalności klasztoru. Dalsze działania wojny trzydziestoletniej spowodowały przejęcie opactwa przez protestantów i zniszczenie gotyckiego kompleksu, toteż po powrocie Cystersów w 1650 zaczęto odbudowywać opactwo w stylu barokowym. Za rządów opata Bernardusa sprowadzono włoskich artystów, w XVIII w. przy przebudowie kościoła działali tu artyści z Czech i Śląska. Kres świetności opactwa położyło przejęcie Dolnych Łużyc przez Fryderyka Wilhelma III na mocy decyzji kongresu wiedeńskiego. Dwa lata po kongresie w 1817 dokonano sekularyzacji klasztoru, który został zamieniony na sierociniec oraz siedzibę seminarium nauczycielskiego. Odtąd klasztorem zarządzało bezpośrednio państwo pruskie, zaś kościół pełnił rolę katolickiej parafii miejscowości (pobliski kościół Świętego Krzyża należał do ewangelików).
W 1996 powołano fundację mającą na celu odnowienie dawnego kompleksu klasztornego. W 2004 otworzono odnowiony ogród klasztorny i budynek oranżerii. W listopadzie 2016 roku cystersi z opactwa Heiligenkreuz w Austrii podjęli decyzję o przyjęciu zaproszenia biskupa diecezji Görlitz Wolfganga Ipolta i przywróceniu życia klasztornego w opactwie Neuzelle do 2018 roku, w którym przypadało 750-lecia fundacji klasztoru. W 2017 roku opactwo cystersów Neuzelle zostało reaktywowane, w dniu 27 sierpnia tego roku do opactwa przybyło czterech zakonników z Heiligenkreuz w Austrii. W dniu 2 września 2018 r. został kanonicznie ustanowiony przeorat Neuzelle. W następnych latach w bezpośrednim sąsiedztwie Neuzelle ma powstać nowy budynek klasztoru.

## Architektura i wystrój kościoła i klasztoru
Kościół klasztorny w Neuzelle jest wysoką trójnawową halą z wydzielonym półkoliście zamkniętym prezbiterium oraz trójosiową fasadą z wysoką, 70-metrową wieżą pośrodku. Po odbudowie kościoła po wojnie trzydziestoletniej dotychczasowej gotyckiej świątyni nadano barokowy charakter. Przestrzenne pozbawione dawnych podziałów architektonicznych wnętrze w swoim kształcie odnosi się do barokowych świątyń południowych Niemiec i Czech wzniesionych zgodnie z ideami kontrreformacji. Architektura jest zintegrowana z dekoracją rzeźbiarską i sztukatorską oraz bogatym wystrojem wnętrza. Nowy kształt architektury oraz sztukaterie są dziełem J. B. Cometa, zaś iluzjonistyczne malowidła wykonał w latach 1654–1658 J. Vanet. Około 1730–1741 wzniesiono fasadę zachodnią o dynamicznym falistym rzucie z ozdobnym portalem i kruchtą. Przy południowej elewacji wzniesiono kaplicę św. Józefa, kwadratową nakrytą kopułą, która wewnątrz jest pokryta malowidłami czeskiego artysty G. W. Neunhertza. Rokokowa ambona z pełnoplastycznymi przedstawieniami czterech ewangelistów oraz Jana Chrzciciela jest dziełem Ślązaka J. W. Löva z Cieplic. Czescy artyści wykonali monumentalny ołtarz główny z obrazem przedstawiającym wniebowzięcie NMP.
W kościelnym skarbcu zachowały się cenne utensilia liturgiczne, w tym gotyckie kielichy z XV w., monstrancja z XVIII w. oraz duża kolekcja paramentów.
Od strony północnej do kościoła przylega kompleks dawnych zabudowań klasztornych, przebudowanych częściowo w duchu baroku podczas odbudowy kościoła w XVII-XVIII w. W skład zabudowań wchodzą gotyckie krużganki otaczające wirydarz z zachowanymi sklepieniami krzyżowo żebrowymi i dekoracją roślinną z terakoty u nasady sklepienia, gotycki refektarz z 1440 nakryty sklepieniem sieciowym, tzw. skrzydło książęce z XVIII i XIX w. z arkadowymi podcieniami.

## Browar
Do opactwa cysterskiego należał również browar (Neuzeller Klosterbräu) znany już od XII w. Swoją produkcję wznowił w 1992 po zakupie nieużywanego budynku przez Helmuta Fritsche. Znany jest z piwa Anti-Aging-Bier. Ponadto browar produkuje inne piwa takie jak Schwarzbier, Pilsner czy Bock.